# Tamàndua septentrional
El tamàndua septentrional (Tamandua mexicana) és una espècie de tamàndua de la família dels mirmecofàgids. Viu a Belize, Colòmbia, Costa Rica, l'Equador, El Salvador, Guatemala, Hondures, Mèxic, Nicaragua, Panamà, el Perú i Veneçuela. Els seus hàbitats naturals són els boscs secs tropicals o subtropicals, boscos baixos tropicals o subtropicals, manglars tropicals i subtropicals, montanes tropicals o subtropicals, o les sabanes humides.